# Bayelsa
Bayelsa er en delstat i det sydlige Nigeria, ved Beninbugten i Atlanterhavet, omfattende størstedelen af Nigerdeltaet. Det er en af landets mest olieproducerende delstater der blev oprettet i 1996 som en opdeling af Rivers. Nigerias præsident Goodluck Jonathan kommer fra delstaten, og var dens guvernør mellem den 9. december 2005 og den 28. maj 2007.

## Geografi
Delstaten grænser mod nord til delstaten Delta, mod syd og vest til Atlanterhavet, og mod øst til delstaten Rivers.

### Inddeling
Bayelsa er inddelt i otte Local Government Areas, med navnene: Brass, Ekeremor, Kolokuma-Opokuma, Nembe, Ogbia, Sagbama, Southern Ijaw og Yenagoa.

## Erhvervsliv
Mere end 30 % af den nigerianske olieproduktion kommer fra Bayelsa. Hovedparten af befolkningen er beskæftiget med fiskeri og landbrug, især med produktion af palmeolie og palmevin. Med de mange vandveje er både det almindeligste transportmiddel. Befolkningen hører til de fattigste i Nigeria.

## Eksterne kilder og henvisninger
- Delstatens officielle websted Arkiveret 18. januar 2019 hos  Wayback Machine

4°45′N 6°5′Ø / 4.750°N 6.083°Ø